# エスタディオ・マヌエル・シクロン・エチェバリア
エスタディオ・マヌエル・シクロン・エチェバリア（Estadio Manuel "Ciclón" Echeverría）は、メキシコのソノラ州ナボホアにあるスタジアム。11,500人収容。
主に野球に使用されており、リーガ・メヒカーナ・デル・パシフィコ（メキシコ冬季リーグ）のマヨス・デ・ナボホアが本拠地にしている。